# Malenconia
|  | «Malenconia» redirigeix aquí. Vegeu-ne altres significats a «Malenconia (desambiguació)». |

La malenconia, melancolia o melangia (del grec clàssic μέλας, «negre» i χολή, «bilis»), un concepte que sovint es pot confondre amb la depressió (del llatí depressus, «abatiment»), és un dels trastorns psiquiàtrics més antics dels quals es té constància. La medicina ortodoxa contemporània considera qualsevol trastorn emocional i/o anímic que disminuïsca el rendiment en el treball o que limita l'activitat vital habitual, independentment que la seua causa siga o no coneguda, com un trastorn digne d'atenció mèdica i susceptible de ser tractat mitjançant farmacoteràpia o psicoteràpia. Al llarg de la història, s'evidencia la seua presència en els escrits i en les obres d'art, però també, molt abans del naixement de l'especialitat mèdica de la psiquiatria, és coneguda i catalogada pels principals tractats mèdics de l'antiguitat. L'origen del terme malenconia es troba, de fet, en Hipòcrates, encara que cal esperar fins a l'any 1725, en el qual el britànic Richard Blackmore a la seva obra A treatise of the spleen and vapours rebateja el quadre amb el terme actual de depressió. Fins al naixement de la psiquiatria científica, en ple segle xix, el seu origen i tractaments, com el de la resta dels trastorns mentals, basculen entre la màgia i una teràpia ambientalista de caràcter empíric (dietes, passejos, música...); però passa a convertir-se en una malaltia més amb l'adveniment de la psiquiatria biològica, l'enlairament reeixit de la farmacologia i els progressos en psiconeuroimmunologia. De fet, l'èxit dels moderns antidepressius (especialment la fluoxetina, més coneguda per un dels seus noms comercials: Prozac, i rebatejada com a píndola de la felicitat) ha reforçat el “mite del fàrmac” de la societat occidental del segle xx.

## Etimologia

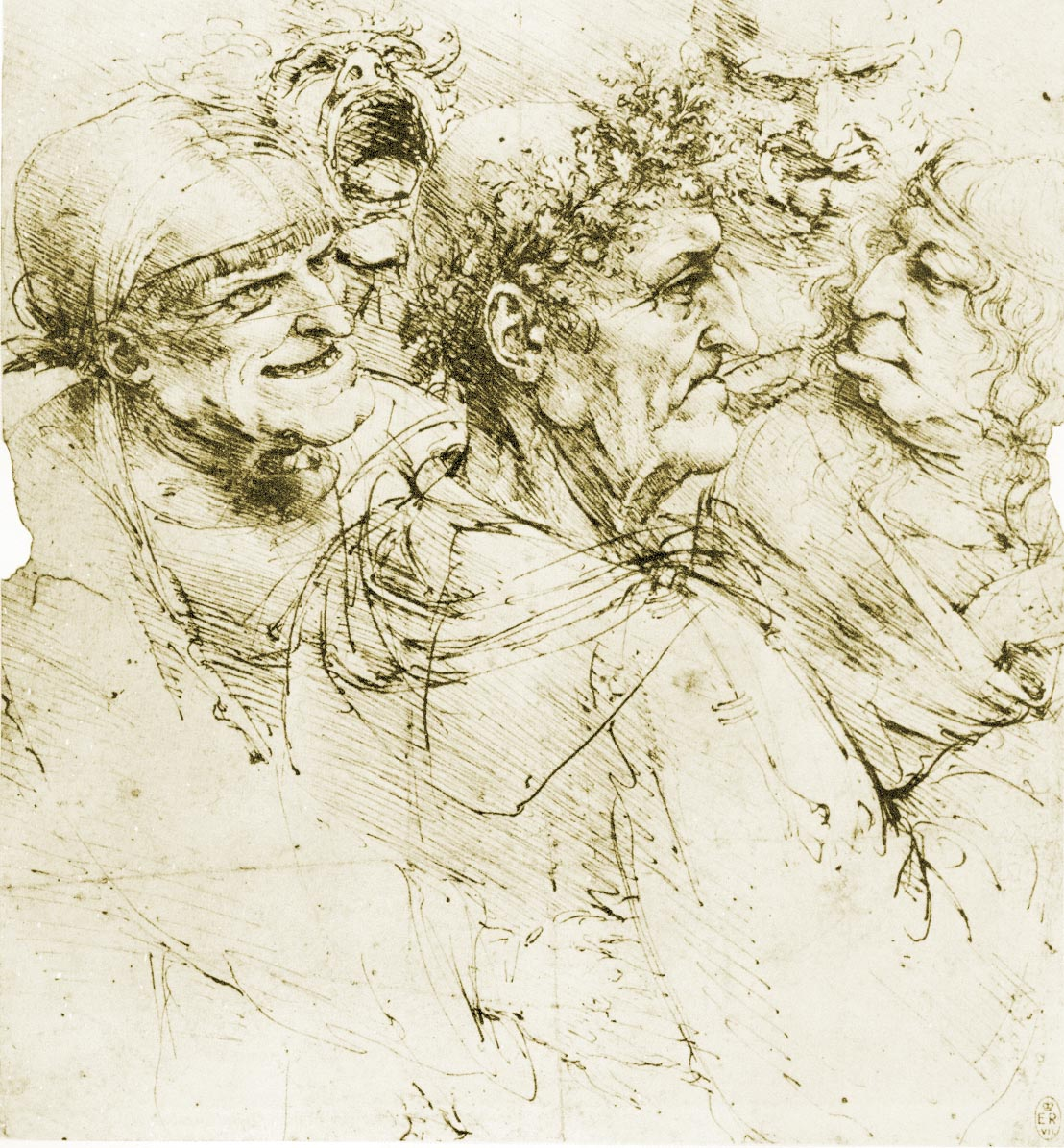
Il·lustració de Leonardo da Vinci representant els quatre humors hipocràtics. La teoria dels quatre humors atribueix un tipus de comportament a l'excés o defecte d'algun d'aquests. Així, aquells individus amb molta sang es consideraven sanguinis (emocionals), aquells amb molta flegma eren denominats flegmàtics (equilibrats), aquells amb molta bilis eren colèrics (irascibles, violents, atrabiliaris), i aquells amb molta bilis negra es denominaven malenconiosos (apàtics, trists).

La cultura grega clàssica explicava totes les malalties i els canvis de temperament o "humor" a partir del desequilibri proporcional de quatre líquids corporals denominats humors: la sang, la flegma, la bilis negra i la bilis groga. Segons aquesta teoria dels quatre humors proposta per Hipòcrates, un excés de sang provocava comportaments hiperactius (maníacs, en la terminologia actual), mentre que l'excés de bilis negra provocava un comportament abatut, apàtic i trist. El terme bilis negra o μελαγχολια (malenconia, terme format per: μελαγ melag, «negre»; i χολη, khole, «fel, bilis») va passar a convertir-se en sinònim de tristesa.
Els romans tenien en llatí la seua pròpia manera d'anomenar la bilis negra, atra bilis («bilis fosca»), la qual causava una pertorbació limitada de les facultats mentals segons queda reflectit en els escrits d'Aulus Corneli Cels i Sèneca. Del llenguatge romà es deriva la paraula catalana atrabiliari, que originàriament volia dir «d'aspecte trist», però la literatura mèdica ha mantingut el terme d'origen grec.
Hipòcrates explicava no sols el comportament sinó també la salut i la malaltia mitjançant l'equilibri d'aquests humors en el cos. Denominava crasis l'equilibri entre aquests i deia crisi l'expulsió dels humors mitjançant processos fisiològics com la suor, els vòmits, l'expectoració, l'orina, o la femta. El metge havia d'esbrinar quin era el moment "crític" (aquell en el qual s'havia de produir l'expulsió dels humors dolents) per a facilitar-lo mitjançant l'aplicació dels corresponents tractaments.
El manuscrit més antic dedicat per complet a la malenconia que encara es conserva, traduït al llatí medieval per Constantí Africà, és el del metge de Kairuan Ishaq Ibn Imran (segle X). L'obra Libro de la Melancolía, escrita per Andrés Velázquez (1535-1615) i impresa a Sevilla el 1585, va ser la primera monografia europea sobre aquest estat mental. A The Faerie Queene, Edmund Spenser combina la poètica amb el discurs mèdic del seu temps i assenyala el fet que tant la sífilis com la malenconia eren malalties causades pel desig físic. L'origen del vocable depressió es troba en l'expressió llatina de i premere («espentar» o «oprimir cap avall»). El seu ús es registra per primera vegada a Anglaterra en el libre L'anatomia de la malencolia (1621). Nicolás Monardes recomanava beure suc de les arrels de l'herba escurçonera, o mastegar-les, per tractar tristezas de coraçon y melancholias. Richard Blackmore (1654–1729), metge de Guillem III d'Anglaterra i poeta, parla el 1725 d'estar deprimit en profunda tristesa i malenconia. Robert Whytt (1764) relaciona depressió mental amb esperit baix, hipocondria i malenconia. El 1808, el terme depressió va guanyant espai i es fa servir al costat del de malenconia per a designar la malaltia, mentre aquest últim terme va continuar conservant el seu ús popular i literari.
El psiquiatra francès Jean Étienne Dominique Esquirol (1772-1840), creia que la melanconia afectava molt poc a la gent gran, ja que aquestes persones havien deixat enrere l'edat de les passions i tenien ganes de viure davant la proximitat de la seva mort. Wilhelm Griesinger (1817–1868) va emprar per primera vegada el terme estats de depressió mental com a sinònim de malenconia. L'alemany Gustav Nikolaus Specht (1860-1940) fou l'encunyador del concepte de malenconia histèrica, una alteració del comportament amb trets bastant semblants als de l'actual trastorn d'inestabilidad emocional de la personalitat. Sigmund Freud publicà seu treball Dol i malenconia l'any 1917, en el qual estableix les diferències entre la malaltia i el procés de dol. Emil Kraepelin, l'anomena bogeria depressiva en una de les seues classificacions, associant-la amb la paranoia, sense abandonar el terme malenconia per nomenar la malaltia i mantenint el de depressió per referir-se a un estat d'ànim. Afirmava que les malenconies eren formes de depressió mental, expressió que se li atribueix. Adolf Meyer (1866–1950) va proposar abandonar el terme malenconia i substituir-lo pel de depressió.
En aquesta batalla per la nomenclatura, es va arribar a la redundància de dir malenconia la depressió amb símptomes lleus. El terme ciclotímia va ser usat per Karl Ludwig Kahlbaum (1828-1899) el 1863 per a designar les variacions de les fases depressiva i maníaca, a manera de cicles repetitius i periòdics. La 5a edició del Manual Diagnòstic i Estadístic dels Trastorns Mentals recull els símptomes característics de la depressió melancòlica, considerant-la com a una subcategoria del trastorn de l'estat d'ànim.

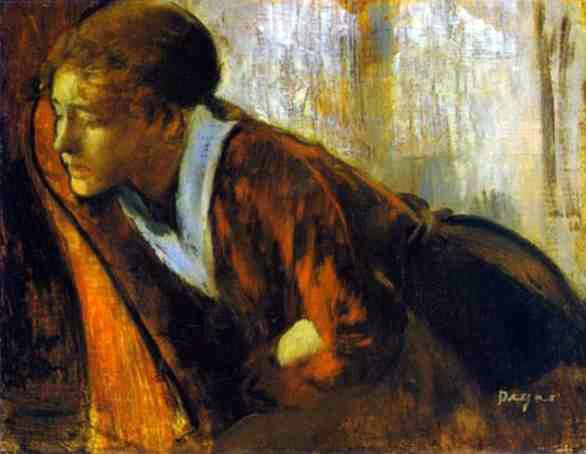
Malenconia, quadre d'Edgar Germain Hilaire Degas

## L'antiguitat clàssica

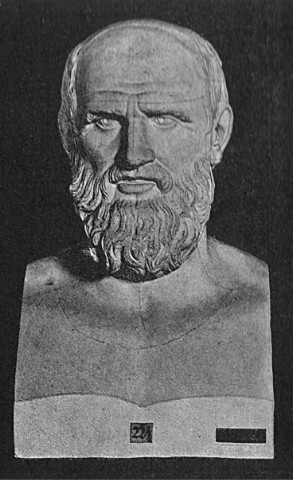
Hipòcrates és considerat el primer metge a descriure clínicament la malenconia o depressió

Poden trobar-se descripcions de la malenconia i els seus símptomes en molts registres literaris i mèdics de la humanitat, encara que és la cultura grega clàssica la primera a tractar explícitament aquest trastorn de l'ànim, sense recórrer a metàfores o descripcions literàries.
El model mèdic grec es fonamentava en les variacions hereditàries la influència de les quals determinava la de l'aparició de les diferents malalties. El predomini o desequilibri d'un humor sobre els altres podia explicar un temperament, segons la teoria proposada per Hipòcrates, però també l'aparició de diferents malalties; seguint aqueix model, els temperaments possibles eren el sanguini, el colèric, el malenconiós i el flegmàtic. El temperament (temperamentum, «mesura») és la peculiaritat i intensitat individual dels afectes psíquics i de l'estructura dominant d'humor i motivació; és la manera individual de reaccionar als estímuls ambientals. El colèric és ràpid, molt actiu, pràctic en les seues decisions, autosuficient i sobretot independent. Es considera que és molt determinat, ferm i decidit en les seues opinions, i s'enutja amb facilitat. El malenconiós és sensible, encara que poc reactiu; tendeix al pessimisme i la passivitat.
| «                   | Si la por i la tristesa es perllonguen, és malenconia. | » |
| — Hipòcrates de Cos |                                                        |   |

Malgrat els errors d'aquesta teoria, Hipòcrates no s'equivocava completament en relacionar els dos símptomes principals propis dels malenconiosos: la temor i la tristesa. És com a conseqüència d'aquesta tristesa que els malenconiosos odien, segons Hipòcrates, tot el que veuen i semblen contínuament apesarats i plens de por, com els xiquets i les persones ignorants que tremolen en una foscor profunda. Sí que erra, en canvi, a identificar o relacionar malenconia i epilèpsia, confusió que persistirà molt de temps:
| «                   | En general, els malenconiosos es tornen epilèptics i els epilèptics malenconiosos; el que determina un o altre d'ambdós estats és la direcció que pren la malaltia; si escomet al cos, epilèpsia, si l'esperit, malenconia. | » |
| — Hipòcrates de Cos | |   |

Areteu el Capadoci, notable metge romà del segle i, descriu la malenconia com una fredor de l'ànim, obsessionat amb un pensament, i tendent a la tristesa i el pesar. Cels, per la seua banda, encara que d'esperit fonamentalment compilador, desenvolupa algunes consideracions personals sobre el tractament que inclouen teràpies ambientalistes, de distracció amb contes i jocs del grat del pacient o viatges periòdics a altres països, encara que també inclou propostes de tractament farmacològic com la sagnia, o purgues estomacals a força d'elèbor blanc
Sorà d'Efes, principal representant de l'escola metòdica, considera la malenconia com un tipus de malaltia associada a un estat excessivament fluid i lax de l'organisme. Rebutja la teoria dels humors i, per les referències del seu principal traductor, Celi Aurelià, sabem que creia que el seu origen estava en l'estómac (stomachus). L'escola pneumàtica (seguidora de la teoria del pneuma: la vida és conseqüència d'un flux o pneuma permanent de partícules en moviment), oposada a la metodista i representada per Ruf Efesi, també s'oposa a la teoria humoral i proposa una classificació visionària en malenconies congènites i adquirides, a més d'introduir una descripció prosopogràfica del perfil del pacient malenconiós: ulls saltons, llavis fins, pell fosca o excés de borrissol corporal. Esmenta aquest autor l'existència d'una malenconia dels hipocondris o hipocondria, i l'atribueix a una excessiva activitat del pensament. Persisteix la relació entre la depressió i el tracte digestiu, ja que "l'època en la qual apareix menys és l'hivern, perquè la digestió es fa bé en eixa estació".
L'escola eclèctica, abanderada per Areteu el Capadoci, va mantenir l'origen humoral de la malaltia i va arreplegar per primera vegada el concepte de malenconia amorosa, a més de relacionar la malenconia amb la seua situació clínica contrària, la mania.
Claudi Galè de Pèrgam, principal figura mèdica de la Roma antiga, manté en el segle ii dC els postulats hipocràtics, subratllant de nou la importància de la por com a símptoma concomitant amb la tristesa.
| « | «Normalment es veuen acorralats per la por encara que no sempre es presenten el mateix tipus d'imatges sensorials anormals. Encara que cada pacient malenconiós actua bastant diferent que els altres, tots ells mostren por o desesperació. Creuen que la vida és dolenta i odien als altres, encara que no tots volen morir-se. Per a alguns, la por a la mort és la preocupació fonamental durant la malenconia. Uns altres, prou estranyament, temen la mort alhora que la desitgen.» | » |

També Plutarc, al segle ii, descriu detalladament la malaltia, posant èmfasi en l'aspecte d'un home al que sembla que perseguisquen els déus.
| « | «...pensa: "sóc un impiu, maleït, odiat pels déus, patisc el càstig que em correspon." S'asseu sol, a part, embolicat en un sac o en parracs. De tant en tant s'agita, mig nu, al terra, confessant un crim o altre. Ha menjat o begut una mica del que no devia. Ha fet alguna cosa que l'Ésser Diví desaprova. Els festivals en honor dels déus no li produeixen cap plaer sinó més aviat temor.» | » |